# Lucia Cara
Lucia Cara, pseudonimo di Lucia Carannante (Monte di Procida, gennaio 1977), è un'attrice italiana.

## Biografia
Nata e cresciuta a Monte di Procida, nel 1995 le fu assegnata la parte della protagonista Miluzza nel film Ninfa plebea diretto da Lina Wertmüller, tratto dall'omonimo romanzo di Domenico Rea.
Recitò anche in un altro film, Donna di piacere, del 1997.